# اعزاز
اعزاز (به عربی: أعزاز) در استان حلب که در شمال کشور سوریه واقع شده‌است. در سال ۲۰۱۸ جمعیت این شهر ۱۹۴٬۴۶۷ نفر بوده‌است.
ساکنان این شهر را کردها و اعراب تشکیل می‌دهند.

## جنگ داخلی سوریه

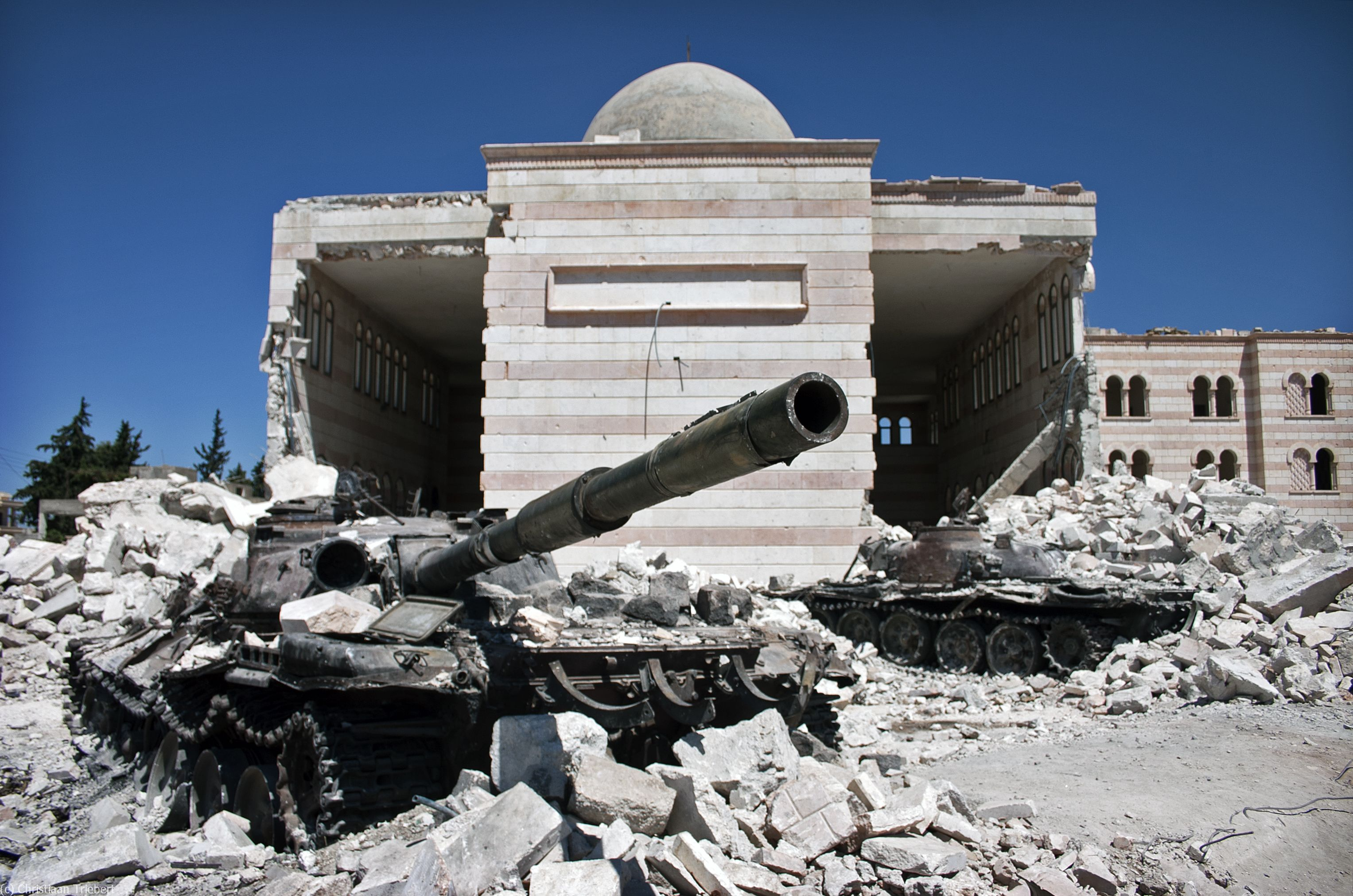
اعزاز، جنگ داخلی سوریه ۲۰۱۲

با آغاز جنگ داخلی سوریه در ۱۹ ژوئیه ۲۰۱۲، شورشیان مخالف دولت سوریه موفق به کنترل اعزاز شدند. این شهر به شدت به عنوان یک مسیر تدارکاتی در نزدیکی مرز ترکیه - سوریه ارزش دارد.
داعش کنترل اعزاز را در اکتبر ۲۰۱۳ به دست گرفت، اما در فوریه ۲۰۱۴ از شهر خارج شد و از بقیه مناطق آن جدا شد.
پس از خروج داعش، اعزاز تحت کنترل گروه طوفان شمالی قرار گرفت، طوفان شمالی یکی از گروه‌های تحت حاکمیت جبهه اسلامی که در آن زمان بخشی از ارتش آزاد سوریه بود. پس از مدتی یک کمیته شریعت مسئول اجرای قانون شریعت، توسط تیپ طوفان شمالی در شهر تشکیل شد. همچنین شورای شهر اعزاز نیز در زمینه خدمات عمومی نظارت دارد. داعش در طی عملیات شمالی خود در سال ۲۰۱۵ به اعزاز نزدیک شد اما به‌طور مستقیم به شهر حمله کرده و روستای کفره و مناطق اطراف آن را تصرف کرد. تا ماه اکتبر سال ۲۰۱۶ نیروهای داعش در نهایت از فرمانداری حلب بیرون رانده شدند و دیگر قادر به تصرف اعزاز نشدند. با این وجود، اعزاز در ژانویه ۲۰۱۷ مورد یک حمله تروریستی بزرگ قرار گرفت که بعداً داعش مسئولیت حمله را برعهده گرفت.
تا ژانویه ۲۰۱۵، جبهه النصره در شهر حضوری محدود داشت و یک مسجد را کنترل می‌کرد. تا اکتبر ۲۰۱۵، جبهه النصره و یک تیپ از ارتش آزاد سوریه مشترکاً شهر را کنترل می‌کردند. در جریان تهاجم شمال حلب، اعزاز به‌طور محدود مورد حمله قرار گرفت.
سربازان گمنام ترکمن در نوامبر ۲۰۱۵ به عنوان بخشی از اقدام آمریکا و ترکیه علیه دولت اسلامی عراق و شام وارد اعزاز شدند. این نیروها اهل ترکیه بودند و در ترکیه آموزش‌دیده بودند.
ترکیه که از پیشروی نیروهای دموکراتیک سوریه واهمه داشت، پس از مدتی اعزاز را خط قرمز خود دانست و اظهار داشت که نیروهای کرد نباید شهر را تصرف کنند.
تا اواخر سال ۲۰۱۷، اعزاز مرکز دولت انتقالی سوریه بود.

## آب و هوا
| داده‌های اقلیم اعزاز     | داده‌های اقلیم اعزاز | داده‌های اقلیم اعزاز | داده‌های اقلیم اعزاز | داده‌های اقلیم اعزاز | داده‌های اقلیم اعزاز | داده‌های اقلیم اعزاز | داده‌های اقلیم اعزاز | داده‌های اقلیم اعزاز | داده‌های اقلیم اعزاز | داده‌های اقلیم اعزاز | داده‌های اقلیم اعزاز | داده‌های اقلیم اعزاز | داده‌های اقلیم اعزاز |
| ماه                     | ژانویه              | فوریه               | مارس                | آوریل               | مه                  | ژوئن                | ژوئیه               | اوت                 | سپتامبر             | اکتبر               | نوامبر              | دسامبر              | سال                 |
| ----------------------- | ------------------- | ------------------- | ------------------- | ------------------- | ------------------- | ------------------- | ------------------- | ------------------- | ------------------- | ------------------- | ------------------- | ------------------- | ------------------- |
| میانگین بیش‌ترین °C (°F) | ۹٫۲ (۴۹)            | ۱۱٫۱ (۵۲)           | ۱۵٫۵ (۶۰)           | ۲۱٫۰ (۷۰)           | ۲۶٫۹ (۸۰)           | ۳۲٫۰ (۹۰)           | ۳۴٫۵ (۹۴)           | ۳۴٫۸ (۹۵)           | ۳۱٫۳ (۸۸)           | ۲۵٫۸ (۷۸)           | ۱۸٫۰ (۶۴)           | ۱۱٫۱ (۵۲)           | ۲۲٫۶ (۷۲٫۷)         |
| میانگین روزانه °C (°F)  | ۵٫۳ (۴۲)            | ۶٫۷ (۴۴)            | ۱۰٫۲ (۵۰)           | ۱۴٫۸ (۵۹)           | ۱۹٫۹ (۶۸)           | ۲۴٫۶ (۷۶)           | ۲۷٫۲ (۸۱)           | ۲۷٫۴ (۸۱)           | ۲۴٫۴ (۷۶)           | ۱۹٫۲ (۶۷)           | ۱۲٫۵ (۵۵)           | ۷٫۳ (۴۵)            | ۱۶٫۶۳ (۶۲)          |
| میانگین کم‌ترین °C (°F)  | ۱٫۵ (۳۵)            | ۲٫۳ (۳۶)            | ۴٫۹ (۴۱)            | ۸٫۷ (۴۸)            | ۱۲٫۹ (۵۵)           | ۱۷٫۳ (۶۳)           | ۱۹٫۹ (۶۸)           | ۲۰٫۱ (۶۸)           | ۱۷٫۶ (۶۴)           | ۱۲٫۶ (۵۵)           | ۷٫۱ (۴۵)            | ۳٫۵ (۳۸)            | ۱۰٫۷ (۵۱٫۳)         |
| بارندگی میلی‌متر (اینچ)  | ۹۰ (۳٫۵۴)           | ۸۰ (۳٫۱۵)           | ۶۷ (۲٫۶۴)           | ۴۶ (۱٫۸۱)           | ۲۵ (۰٫۹۸)           | ۳ (۰٫۱۲)            | ۱ (۰٫۰۴)            | ۱ (۰٫۰۴)            | ۴ (۰٫۱۶)            | ۲۷ (۱٫۰۶)           | ۴۶ (۱٫۸۱)           | ۹۰ (۳٫۵۴)           | ۴۸۰ (۱۸٫۸۹)         |
| میانگین روزهای برفی     | ۲                   | ۱                   | ۰                   | ۰                   | ۰                   | ۰                   | ۰                   | ۰                   | ۰                   | ۰                   | ۰                   | ۱                   | ۴                   |
| منبع: Climate-Data.org' |                     |                     |                     |                     |                     |                     |                     |                     |                     |                     |                     |                     |                     |